# شیردل (آلبوم)
شیردل پنجمین آلبوم کره‌ای گروه گرلز جنریشن است که در سال ۲۰۱۵ میلادی منتشر شد. این اولین آلبومی بود که بعد از جدایی جسیکا از گروه، منتشر گردید. «شیردل» که توسط لی سومان ساخته شده، شامل سبک‌های الکتروپاپ و بابلگام پاپ است. این آلبوم در دو بخش مجزا در ۱۸ اوت و ۱۹ اوت سال ۲۰۱۵ توسط اس.ام. انترتینمنت منتشر شد؛ نسخه دیگری با جلد متفاوت با عنوان «تو فکر کردی» در ۲۶ اوت سال ۲۰۱۵ توزیع شد.
این آلبوم سه تک‌آهنگ منتشر کرد. تک آهنگ اصلی آن، «مهمونی» در تاریخ ۷ ژوئیه ۲۰۱۵ منتشر شد و در صدر جدول دیجیتال گائون قرار گرفت و به شمارهٔ ده در صد آهنگ داغ ژاپن رسید. سپس ترانه‌های «شیردل» و «تو فکر کردی» در اوت ۲۰۱۵ منتشر شدند که به ترتیب در جدول گائون به جایگاه چهارم و سی‌ام رسیدند. به منظور تبلیغ این آلبوم، گرلز جنریشن در چندین برنامه موسیقی کره جنوبی مانند بانک موسیقی، نمایش! هستهٔ موسیقی و اینکی‌گایو اجرا کردند. علاوه بر این، گروه یک تور کنسرت به نام رویای گرلز جنریشن را آغاز کرد که از ۲۱ نوامبر ۲۰۱۵ در سئول آغاز شد و از شرق و جنوب شرقی آسیا بازدید کرد.
«شیردل» از منتقدان موسیقی انتقادات متفاوتی دریافت کرد، کسانی که تصور می‌کردند این آلبوم زیادی پرانرژی‌ست و آن را افت حرفه ای گروه می‌دانستند. از نظر تجاری، این آلبوم در کره جنوبی موفقیتی تجاری را تجربه کرد و به مدت دو هفته در صدر فهرست آلبوم گائون ماند و به سیزدهمین آلبوم پرفروش سال ۲۰۱۵ در آن کشور تبدیل شد. همچنین در نمودار آلبوم‌های جهانی بیلبورد ایالات متحده ظاهر شد و در شمارهٔ ۱۱ فهرست آلبوم‌های ژاپنی اوریکون قرار گرفت.

## مقبولیت
پس از انتشار، «شیردل» از منتقدین موسیقی انتقادات متفاوتی دریافت کرد. آنژ ژانگ از مجلهٔ اسلنت نوشت: این آلبوم برای فروکش کردن سوء ظن‌ها نسبت به فروپاشی گروه پس از جدایی جسیکا در سال ۲۰۱۴ منتشر شد. با این حال، وی افزود: «در حالی که [این آلبوم] برای طرفداران دوآتیشه فوق‌العاده است، اما برای دیگران کمی عقب مانده به نظر می‌رسد.» چستر چین، از روزنامه مالزییایی ستاره، انتشار تک آهنگ‌های «مهمونی»، «شیردل» و «تو فکر کردی» را آغازی امیدوار کننده توصیف کرد و ستود. با این وجود، او از بقیه آلبوم‌ها انتقاد کرد و آهنگ‌های «چراغ سبز» و «بهشت» را بسیار عامیانه خواند. کیم دوهون، از مجله آنلاین IZM کره جنوبی، نسبت به این آلبوم کمی مثبت تر بود و آن را ظریف خواند و از سبک‌های موسیقی این آلبوم قدردانی کرد حتی با اینکه احساس کرد که در مقایسه با آلبوم‌های قبلی این گروه به عنوان یک گروه نه نفره، کاستی‌هایی دارد.
| بررسی انتقادی | بررسی انتقادی |
| منبع          | رتبه‌بندی      |
| ------------- | ------------- |
| مجله اسلنت    | [ ۱ ]         |
| IZM           | [ ۲ ]         |
| ستاره         | 6/10          |

شیردل موفقیتی تجاری را در کره جنوبی تجربه کرد. این آلبوم در صدر جدول آلبوم گائون قرار گرفت و برای یک هفته دیگر در صدر جدول باقی ماند. دو هفته بعد، در شمارهٔ ۳۶ قرار گرفت. «شیردل» پرفروش‌ترین آلبوم اوت ۲۰۱۵ در کره جنوبی، با فروش ۱۳۱۲۲۸ نسخه فیزیکی و در کل سیزدهمین آلبوم پرفروش سال ۲۰۱۵ در آن کشور با فروش کلی ۱۴۵٫۰۴۴ نسخه بود. همچنین مانند آلبوم قبلی گروه، «من یه پسر تور کردم»، در صدر فهرست آلبوم‌های جهانی بیلبورد ایالات متحده قرار گرفت و در فهرست آلبوم‌های ژاپنی اوریکون به جایگاه شمارهٔ یازده رسید.

## فهرست آهنگ
اعتبارات از پانویس آلبوم گرفته شده‌است.
| شماره      | نام                         | سراینده                                                     | آهنگساز                                                                             | تنظیم                                   | مدت   |
| ---------- | --------------------------- | ----------------------------------------------------------- | ----------------------------------------------------------------------------------- | --------------------------------------- | ----- |
| ۱.         | «شیردل»                     | ایلوول پاریل (جم فکتوری) چویی سویانگ (جم فکتوری) جوی فکتوری | شان الکساندر دارن اسمیت کلودیا برانت                                                | خیابان ۵۲ اسمیت                         | ۳:۴۴  |
| ۲.         | «تو فکر کردی»               | چو یون کونگ                                                 | سارا فورسبرگ دانته جونز براندون سامونز دنسیل رمیدیوس رایان جان جوسی ایلماری کاروینن | فورسبرگ جونز سامونز رمیدیوس جون کاروینن | ۳:۰۹  |
| ۳.         | «مهمونی»                    | چو یون کونگ                                                 | آلبی آلبرتسون کریس یانگ شین آگنس                                                    | موساشی                                  | ۳:۱۳  |
| ۴.         | «یک بعد از ظهر» (어떤 오후) | هوانگ هیون (MonoTree) شین آگنس                              | هوانگ شین                                                                           | هوانگ                                   | ۳:۳۵  |
| ۵.         | «دخترای نمایش» (نسخهٔ کره‌ای) | مافلای                                                      | ریکی هانلی پاول درو گریگ واتس پیت باریجر جو کیلینگتون کاترینا برملی                 | DWB                                     | ۳:۳۹  |
| ۶.         | «هشدار آتش»                 | کنزی                                                        | کنزی ترینیتی میوزیک                                                                 | کنزی ترینیتی میوزیک                     | ۳:۱۱  |
| ۷.         | «حرف، حرف»                  | چو یون کونگ                                                 | صدای ذهنی یلوا دیمبرگ                                                               | صدای ذهنی دیمبرگ                        | ۳:۲۳  |
| ۸.         | «چراغ سبز»                  | مافلای                                                      | د آندرداگز مایک دالی اندرو هی بریتانی بارتون رودنا بل «چیک» بل                      | د آندرداگز دالی هی بارتون بل            | ۲:۵۲  |
| ۹.         | «بهشت»                      | U.F.O (جم فکتوری) مافلای                                    | نرمین هارامباشیچ کورتنی وولسی شاریت ویکن اریک فجلد سعیما میان                       | هارم بستیک وولسی ویکن فجیلد میان        | ۳:۵۰  |
| ۱۰.        | «بررسی شد»                  | مافلای                                                      | تدی رایلی لی هیون سونگ دومینیک رودریگز دانیل «اوبی» کلاین آنجلینا لارسن             | رایلی لی رودریگز کلاین لارسن            | ۳:۲۶  |
| ۱۱.        | «نشونه»                     | کیم بومین                                                   | هیتچ‌هایکر                                                                           | هیتچ‌هیکر                                | ۳:۱۷  |
| ۱۲.        | «تکونش بده» (예감)          | چو یون کونگ                                                 | آن جودیت ویک رونی سوندنسن اوو فارنکروگ-پیترسن گرگ فیزجرالد                          | اریک اسونسن فاهرنکورگ پترسن فیتزجرالد   | ۳:۴۸  |
| مجموع مدت: | مجموع مدت:                  | مجموع مدت:                                                  | مجموع مدت:                                                                          | مجموع مدت:                              | ۴۱:۱۴ |